# Diethyltellur
Diethyltellur ist eine Organotellurverbindung, die strukturell analog zu Diethylsulfid ist.

## Geschichte
Diethyltellur war die erste bekannte Organotellurverbindung und wurde erstmals von Friedrich Wöhler im Jahr 1840 synthetisiert.

## Herstellung
Natriumtellurid kann hergestellt werden, indem elementares Natrium und elementares Tellur mit einer katalytischen Menge Naphthalin in Ethylenglycoldimethylether umgesetzt werden. Durch Reaktion mit Alkoholen kann Natriumtellurid leicht in organische Telluride überführt werden, so entsteht in Gegenwart von Ethanol Diethyltellur.

## Verwendung
Diethyltellur eignet sich als Tellurquelle zur Dotierung von Halbleitern aus Galliumarsenid. Die Photolyse von Diethyltellur ermöglicht die Herstellung von Tellur-Nanopartikeln.